# ایو بوته
ایو بوته (انگلیسی: Yves Boutet; ۳ اکتبر ۱۹۳۶ – ۱۵ ژوئیه ۲۰۲۱ (aged 84)) بازیکن فوتبال اهل فرانسه بود.
از باشگاه‌هایی که در آن بازی کرده‌است می‌توان به باشگاه فوتبال رن و باشگاه فوتبال لوریان اشاره کرد.